# Masud Minhas
Masud Ali Khan Minhas (Sarikue, Britanska Indija, 1911. — oko 1935.) je bivši indijski hokejaš na travi. 
Umro je od tuberkuloze u Madrasu (Chennaiju) sredinom 1930-ih.
Osvojio je zlatno odličje na hokejaškom turniru na Olimpijskim igrama 1932. u Los Angelesu igrajući za Britansku Indiju. Odigrao je jedan susreta na mjestu veznog igrača.